# Uaboe

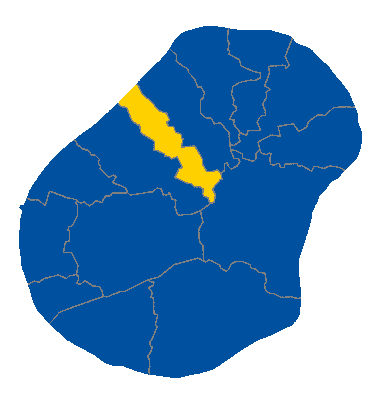
Localização de Uaboe na ilha de Nauru.

Uaboe (também conhecido como Waboe) é um distrito do país insular de Nauru, localizado no noroeste da ilha. 

Cobrindo apenas 0,8 km², atualmente o distrito de Uaboe tem uma população de apenas 330 pessoas. Uaboe é o segundo menor distrito de Nauru, sendo também o único distrito além de Boe a cobrir uma área menor que 1km².    